# Matang Pudeng
Matang Pudeng is een bestuurslaag in het regentschap Aceh Timur van de provincie Atjeh, Indonesië. Matang Pudeng telt 1063 inwoners (volkstelling 2010).